# Dôme de Meiboia
Meiboia Tholus
Pour les articles homonymes, voir Meiboia.
Le dôme de Meiboia (désignation internationale : Meiboia Tholus) est un dôme situé sur Vénus dans le quadrangle de Themis Regio. Il a été nommé en référence à Meiboia, déesse grecque des abeilles.